# Нгау
Нгау (ง้าว,ของ้าว) е оръжие, традиционно използвано в Тайланд от войните на слонове. Нгауто се състои от дървена дръжка, на чийто край има закачено извито острие. То е сравнително близко до японското нагината и китайското гуан дао. Оръжието включвало и кука (ขอ), разположена на дръжката, с която се управлявал слонът. Нгау се използвало широко в битки, като то е едно от най-удобните оръжия за използване от гърба на слона.